# Bill Dodge
William Charles Dodge, più conosciuto con il diminutivo Bill Dodge (Hackney, 10 marzo 1937) è un ex calciatore inglese, di ruolo centrocampista.

## Biografia
Era un'ala.

## Carriera
Nel 1957 passa dai semiprofessionisti dell'Eton Manor al Tottenham, club della prima divisione inglese, con cui rimane in rosa fino al termine della stagione 1961-1962; nell'arco di 5 stagioni gioca in totale 6 partite di campionato con gli Spurs, 5 nella First Division 1958-1959 ed una nella First Division 1959-1960. Nell'estate del 1962 viene ceduto al Crystal Palace, con la cui maglia nella stagione 1962-1963 gioca 3 partite nel campionato di Third Division; l'anno seguente gioca per alcuni mesi nei semiprofessionisti del Kettering Town, ed in seguito gioca dal 1965 al 1971, anno del suo ritiro, con i semiprofessionisti dell'Ashofrd Town.

## Palmarès

### Club

#### Competizioni nazionali
- Campionato inglese: 1

Tottenham: 1960-1961
- Coppa d'Inghilterra: 2

Tottenham: 1960-1961, 1961-1962
- FA Charity Shield: 1

Tottenham: 1961